# 印第安傳奇
《印第安傳奇》（英語：Geronimo: An American Legend）是一部1993年美國歷史西部片，由華特·希爾執導，约翰·米利厄斯和賴瑞·葛洛斯編劇，傑森·派屈克、勞勃·杜瓦、金·哈克曼、麥特·戴蒙與韋斯·斯塔蒂主演。電影是對阿帕契戰爭的虛構塑造，講述查爾斯·B·蓋特伍德中尉如何說服阿帕契族首領傑羅尼莫於1886年投降。
電影於1993年12月10日在美國上映，評價褒貶不一且票房失敗。

## 演員
- 傑森·派屈克（英语：Jason Patric）飾演查爾斯·B·蓋特伍德（英语：Charles B. Gatewood）中尉
- 勞勃·杜瓦飾演童子軍長艾爾·西伯（英语：Al Sieber）
- 金·哈克曼飾演喬治·克魯克（英语：George Crook）準將
- 麥特·戴蒙飾演布里頓·戴維斯少尉
- 韋斯·斯塔蒂飾演傑羅尼莫

## 外部連結
- 互联网电影数据库（IMDb）上《印第安傳奇》的资料（英文）
- TCM电影资料库上《印第安傳奇》的资料（英文）
- AllMovie上《印第安傳奇》的资料（英文）
- 豆瓣电影上《印第安傳奇》的資料 （简体中文）
- 爛番茄上《印第安傳奇》的資料（英文）
- Britton Davis, "The Truth About Geronimo", 1929 （页面存档备份，存于）
- Review of film （页面存档备份，存于） at Variety